# علم الإجرام الأناركي
علم الإجرام الأناركي أو علم الإجرام اللاسلطوي، هو مدرسة فكرية في مجال علم الإجرام. تستمد هذه المدرسة نفوذها وأفكارها من النظرية الأناركية وتطبيقاتها.  يستند علم الإجرام الأناركي على رؤى المنظرين الأناركيين مثل بيير جوزيف برودون وبيتر كروبوتكين، إذ يؤكد النهج الذي يتّبعه الباحثون الأناركيون في علم الإجرام الفكرة التي يؤمن أتباع النظرية بها، والمتمثلة بالآثار الضارة للدولة. وجه الباحثون في علم الإجرام الأناركي –الذين طرح عدد منهم أعمالًا في هذا المجال خلال سبعينيات القرن الماضي– انتقاداتهم للركائز السياسية لعلم الإجرام، وشددوا على الأهمية السياسية لبعض أنواع الجرائم التي لا تُقيّم عادةً على أنها سياسية. يقترح الأناركيون إلغاء الدولة، ولذلك يميل الباحثون في علم الإجرام الأناركي إلى تأييد أشكال العدالة غير التابعة للدولة. تشترك المبادئ والحجج التي يقوم عليها علم الإجرام الأناركي في بعض السمات مع تلك التي يستند إليها علم الإجرام الماركسي وعلم الإجرام النقدي وغيرهما من المدارس الفكرية المشمولة ضمن هذا العلم، على الرغم من اختلافهم في العديد من النواحي. 

## معلومات أساسية ونظريات سابقة
لا تُعتبر الأناركية أيديولوجيةً منفردةً، فهي أسلوب يشتمل على مجموعة متنوعة من النظم والممارسات العقائدية، التي يجمع ما بينها كل من الاعتقاد المتمثل بقسرية الدولة واستغلاليتها وطبيعتها المدمرة، ومناصرة الأشكال التنظيمية غير الهرمية، والمساعدة المتبادلة. تتسم الأناركية بمعاداتها للسلطوية، إذ تعارض بعض الأيديولوجيات كالماركسية والنسوية مثلًا أشكالًا معينةً من السلطة، بينما يعارض الأناركيون السلطة في حد ذاتها، بما في ذلك كل من الرأسمالية والدولة والدين المنظم والنظام الأبوي، الذين يُعتبرون مفاهيمًا متداخلة فيما بينها بالنسبة لهم. وبناءً على ذلك، تشكك الأناركية في الحكمة التقليدية الصادرة عن أشكال السلطة تلك كالأفكار المتمحورة حول الكلّية مثلًا، وتسعى الأناركية إلى تحقيق التعددية والكثرة في مجال الأبستمولوجيا وفلسفة الجمال. يرى الأناركيون «الأناركية» على أنها مجتمع دون حكام، وليس كمجتمع دون نظام.
تكمن جذور علم الإجرام الأناركي في انتقادات القانون والشرعية التي صاغها الأناركيون الكلاسيكيون مثل ميخائيل باكونين، وألكسندر بيركمان، وإيما جولدمان، وويليام غودوين، وبيتر كروبوتكين، وبيير جوزيف برودون، وماكس شتيرنر. تصوّر كل واحد من هؤلاء الأناركيين الكلاسيكيين أشكالًا للنظام الاجتماعي، من شأنها تعظيم الحرية الفردية وتشجيع التنظيم الذاتي في غياب الدولة. أعد كروبوتكين تقريرًا موسعًا عن علم اجتماع القانون، والذي زعم فيه مساهمة الهياكل القانونية القائمة -في بعض جوانبها- في حماية الأثرياء أو الدولة في المقام الأول، ليُعتبر بذلك واحدًا من أوائل الباحثين في علم الإجرام الذين درسوا الأسباب الاجتماعية وراء الجريمة. ألقى كروبوتكين اللوم على القانون –ولا سيما ذلك الذي يحمي الملكية الخاصة والدولة- فيما يتعلق باستمرار الأعمال الإجرامية وإثارة الأمراض الاجتماعية. لم يؤمن كروبوتكين بأهمية منع الجريمة، إذ اعتقد أن العقوبة تظهر أسوأ ما في الناس، بالإضافة إلى تعزيزها لسلطة الدولة على حياتهم. اعتقد كروبوتكين أن معظم الجرائم ستختفي بعد إلغاء الملكية الخاصة واستبدال التعاون والحاجة البشرية بالربح والمنافسة باعتبارهما مبادئ إرشادية للمجتمع، إذ يرى أن كل من المفاهيم البديلة للعدالة الاجتماعية والأشكال البديلة للتضامن الاجتماعي ستحل محل الهياكل القائمة للعدالة الجنائية وسيادة القانون ضمن هذا الإطار، وذلك بصفتهم أدوات مستخدمة للتخفيف من حدة السلوك المعادي للمجتمع.
يعتقد كل من جيف شانتز ودانا إم. ويليامز أن «التصدي لعلم الإجرام الأناركي يستلزم الانخراط المباشر والكامل في تاريخ الكتابات الأناركية حول الجريمة والنظام الاجتماعي»، ويعتقدان أن عمل برودون بالتحديد قد تمكن من التنبؤ بأفكار علم الإجرام الواقعي اليساري، متمكنًا من تجاوز هذه الأفكار من خلال حفاظه على موقف نقدي تجاه سلطة الدولة. يرى كل شانتز وويليامز فكر برودون بمثابة «ترياق مضاد لمفاهيم العدالة الاستبدادية والأسطورية التي تطرحها كل من نظرية العقد الاجتماعي وعلم الإجرام العادي، بالإضافة إلى كونه ترياقًا ضد مفاهيم العدالة المحدودة والمقيدة التي تفرضها النظرية النقدية الدولانية والاشتراكية»، ويعتقدان بأن برودون قد بشر بكل من علم الجريمة القائم على تحقيق السلام ونظريات العدالة التصالحية.
يعرّف الباحث في علم الإجرام الأناركي جيف فيريل اتحاد عمال العالم الصناعيون (أي. دبليو دبليو) الأناركي النقابي باعتباره سلفًا لعلم الإجرام الأناركي. برز الاتحاد في الولايات المتحدة خلال أوائل القرن العشرين، حين اعتبر «القانون والنظام» بمثابة شكل من أشكال السلطة المتمثلة في الطبقة الحاكمة على حساب الطبقة العاملة، لذا استحدث تكتيك «في حالة الإضراب عن العمل»، الذي يعني امتثال العمال للقواعد بشكل صارم من أجل إبطاء سير العمل. يزعم فيريل أن استعانة الباحثين في علم الإجرام بالتقاليد الأناركية تمكّنهم من التصدي إلى «النظام الاجتماعي الذي يزداد استبدادًا». تساعد المنظورات الأناركية ضمن هذا الإطار في فهم أشكال السلطة والمقاومة.

## نظرة عامة

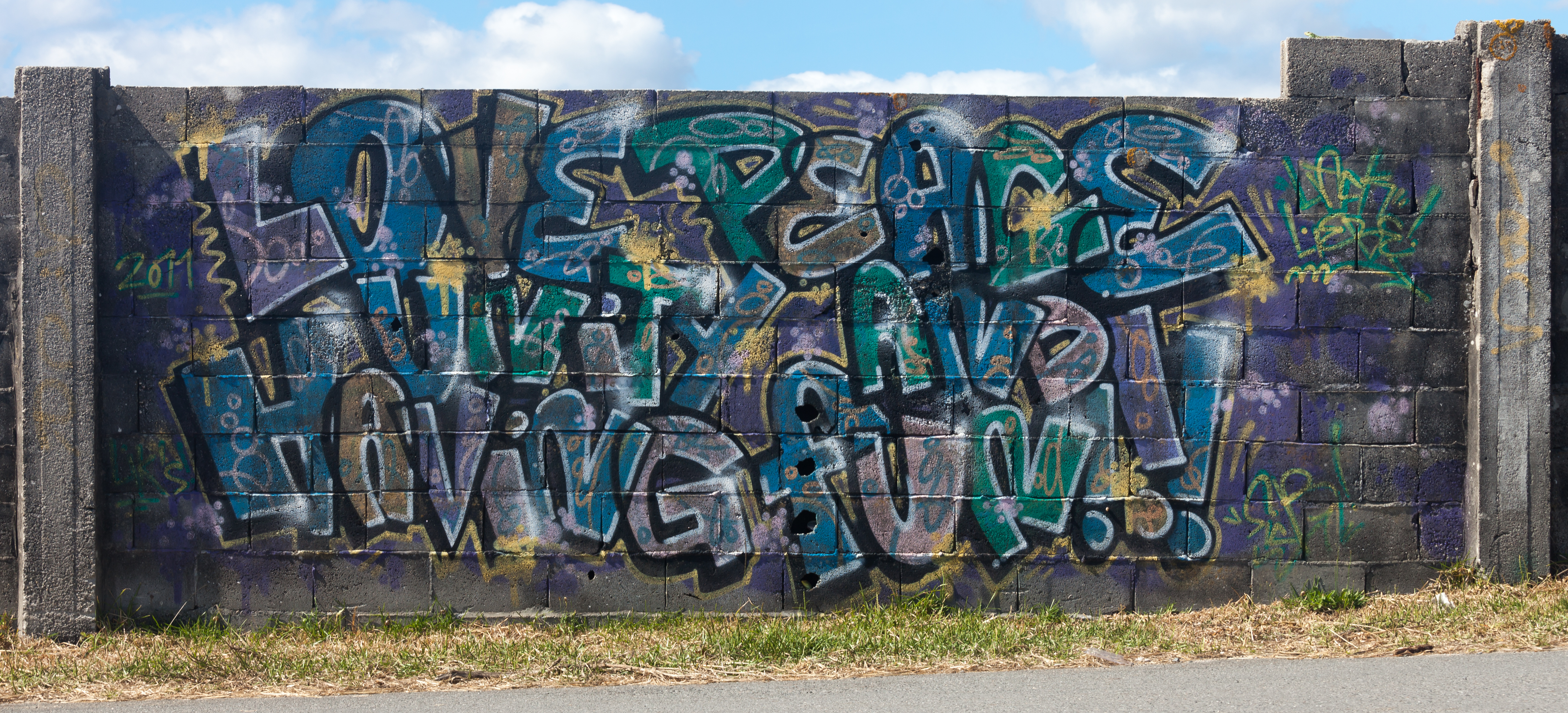
الكتابة على الجدران في لارينو، كارنوتا، غاليسيا (إسبانيا).

### أسباب الجريمة
يعتقد الباحثون في علم الإجرام الأناركي أن الجريمة نتاج لهياكل القمع والهيمنة. وبناءً على ذلك، غالبًا ما تتمثل أولويتهم في نقد هذه الهياكل بغية استبدالها، بدلًا من طرح تحليلات مفصلة حول كيفية تسببها في وقوع الجريمة.
افترض الباحثون في علم الإجرام الأناركي القانون باعتباره «ابتزازًا مدعومًا بحماية من الدولة»، متحججين أن ظواهر مثل أفخاخ السرعة وقوانين المصادرة مدّعمة بالتهديد باستخدام العنف. يزعم الباحثون في علم الإجرام الأناركي أن جميع الأنظمة القانونية – سواءَ الديمقراطية أو الديكتاتورية- تشترك فيما بينها في هذه الظواهر وما شابهها، ويضيفون بأن انتشار هذه الظواهر دليل على أن القانون لا يحمي من الخطر، بل هو في حد ذاته شكل من أشكال الخطر.
يشدد الباحثون في علم الإجرام الأناركي أيضًا على الدور «التعريفي» لنظم العدالة الجنائية، وهو الدور الذي يخوّل لهذه الأنظمة تعريف بعض السلوكيات على أنها إجرامية. ويضيف الباحثون أن العديد من الأفعال لا تُعتبر إجرامية إلا عند ارتباطها بمجموعات اجتماعية أقل سلطةً، أو حين تتعلّق بجهود هادفة إلى إزاحة هياكل السلطة القائمة.
يقول فيريل أن علم الإجرام الأناركي نقد للطريقة التي تُغرق من خلالها العلاقات البشرية في هياكل السلطة القانونية، التي تعمل بدورها على شلّ حركتها. يدّعي علم الإجرام الأناركي ترسيخ القانون لهياكل السلطة القائمة واستنساخه لها، وبالتالي فهو يضع قيودًا على العلاقات الاجتماعية المحتملة ويفاقم من الجريمة والعنف.